# Ventosa (Galicien)
Ventosa ist ein  Ort in der Provinz A Coruña der Autonomen Gemeinschaft Galicien, administrativ gehört er zur Gemeinde Ames. 